# Malta Philharmonic Orchestra
La Malta Philharmonic Orchestra (maltese: Orkestra Filarmonika Nazzjonali) è l'orchestra sinfonica nazionale di Malta. 

## Storia
La Malta Philharmonic Orchestra fu fondata il 1º aprile 1968 ed era originariamente conosciuta come Orchestra del Teatro Manoel. Era composta da un numero di musicisti che avevano precedentemente fatto parte di un'orchestra da camera in un ingaggio per il comandante in capo della Royal Navy, meglio noto come l'Orchestra C-in-C che era stata sciolta un giorno prima. Come orchestra residente al Teatro Manoel si è esibita regolarmente in opere e concerti sinfonici sotto la direzione dei suoi direttori residenti Joseph Sammut (1968-1992) e Michael Laus (1992-1997).
Nel settembre 1997 l'orchestra divenne un organo indipendente e fu ufficialmente nominata The National Orchestra of Malta. Il suo primo direttore residente fu Joseph Vella. Dieci anni dopo, nel dicembre 2007, l'orchestra fu estesa al rango di orchestra sinfonica di dimensioni normali e si esibì per la prima volta come The Malta Philharmonic Orchestra il 12 gennaio 2008, in occasione dell'ingresso di Malta nell'Eurozona.
A partire dal gennaio 2005 sono stati avviati programmi di cooperazione con orchestre straniere. Questi hanno portato a vari scambi di apprendimento e culturali con orchestre come l'Orchestra Filarmonica di Brno, l'Orchestra Sinfonica di Pesaro, l'Orchestra e Coro di Milano La Verdi, l'Orchestra e il Conservatorio della Svizzera Italiana e altri.
L'orchestra era andata in tournée per la prima volta, nella sua forma precedente come orchestra da camera, durante la stagione 2001-02. In Belgio l'orchestra si è esibita al Municipio di Bruxelles sotto la direzione di Michael Laus, che è tuttora il suo direttore d'orchestra residente, mentre in Sicilia ha preso parte a una produzione in cinque esibizioni di Così fan tutte di Mozart a Palermo. Nel giugno 2003 l'Orchestra Nazionale ha partecipato alla produzione del Candide di Leonard Bernstein al Teatro Argentina di Roma, a cui fece seguito un concerto tra le rovine di Villa Adriana a Tivoli. Seguirono altre tournée di concerti, in particolare una joint venture con l'Orchestra Filarmonica di Brno a Brno nel 2006, a Pesaro nel 2007, a Lugano e Saragozza nel 2008.
Nel 2014 Brian Schembri è stato nominato direttore principale dell'orchestra, succedendo a Michael Laus (1991-2014).

## Attività
La Malta Philharmonic Orchestra ha suonato con illustri direttori e musicisti sia in concerti che in opere. Tra i solisti che si sono esibiti con l'orchestra figurano Cecilia Gasdia, Ghena Dimitrova, Miriam Gauci, Joseph Calleja, Andrea Bocelli, José Carreras, Kate Aldrich, Daniela Dessì, Johanna Beisteiner e Lydia Caruana. È anche un esponente di spicco dei compositori maltesi con l'ambizione di promuovere le composizioni maltesi e di farle conoscere a un pubblico internazionale più ampio. L'ampio calendario di eventi dell'orchestra comprende principalmente concerti sinfonici al Teatro Manoel, al Mediterranean Conference Centre e in altri luoghi, oltre a produzioni liriche a Malta, Gozo e all'estero. L'orchestra si avventura anche nel repertorio popolare leggero con concerti dedicati, in programma durante i mesi primaverili/estivi. Ha programmi educativi per bambini, che li coinvolgono in seminari e discorsi creativi su argomenti che coprono l'intero spettro della produzione musicale.

### Elenco delle prime mondiali (incompleto)
- 2015: John Galea – Ave Maria, Basilica di San Giorgio, Malta.[1]
- 2016: Karl Fiorini – De dioses y de perros (Of gods and dogs) for soprano, choir and orchestra, Mediterranean Conference Centre (Malta) during the International Spring Orchestra Festival.[2]
- 2017: Reuben Pace – Concertino for guitar, harpsichord and orchestra, Teatro Manoel, during the Valletta International Baroque Festival.[3][4]